# Twilight Ophera
Twilight Ophera es una banda de black metal sinfónico finlandesa. La banda se formó en 1996 en Vantaa, y firmó con la discográfica inglesa Cacophonous Records el siguiente año. Dicha discográfica quebró en el 2000, y el grupo sufrió varios cambios en su formación hasta que firmaron con una nueva discográfica llamada Crash Music en los Estados Unidos en 2003. Aparte de la demo y los álbumes que la banda crearon, algunas de sus canciones han sido introducidas en álbumes recopilatorios en los cuales se pueden encontrar varias canciones de varios grupos. Dichos recopilatorios son Mystic Art con la canción Crown Of Thorns, Darkness is the kingdom - a jorney into dark metal sounds con la canción Queen Of The Night, Unholy bible con la canción Wasted, Rautakanki con la canción Trapped in a husk of a white crow y Rautakanki 2 con la canción SYN.

## Miembros
- Mikko Häkkinen - vocalista
- Toni Näykki - guitarrista
- Timo Puranen - teclista
- Janne Ojala - batería

### Miembros antiguos
- Mikko Kaipainen - guitarrista (1996-2009)
- Timo Kollin - batería (1997–1999)
- Sauli "Karkkunen" Lehtisaari (R.I.P 2004) - vocalista (1997–2000)
- Anu Kohonen - vocalista (1997)
- Jani Viljakainen - bajista (1998–2000)
- T. Kristian - batería (2000)
- Lord Heikkinen - bajista (2003–2009)

## Discografía

### Álbumes
- 1997: Shadows Embrace the Dark
- 1999: Midnight Horror
- 2003: The End of Halcyon Age
- 2006: Twilight Ophera and the Order of the Sanguine Diadem presents: Descension

### Demos
- 2001: Promo 2001

### Aportaciones a recopilatorios
- Crown Of Thorns - Mystic Art (recopilatorio)
- Queen Of The Night Darkness is the kingdom - a jorney into dark metal sounds (recopilatorio)
- Wasted - Unholy bible (recopilatorio)
- Trapped in a husk of a white crow - Rautakanki (recopilatorio)
- SYN - Rautakanki 2 (recopilatorio)